# Новожёлтиково
Новожёлтиково — деревня в Сергиево-Посадском районе Московской области, в составе муниципального образования Сельское поселение Васильевское (до 29 ноября 2006 года входила в состав Васильевского сельского округа).
9к
```
Население 15к
```

| 2002 | 2006 | 2010 |
| ---- | ---- | ---- |
| 7    | ↗12  | ↗15  |

## География
Новожёлтиково расположено примерно в 20 км (по шоссе) на запад от Сергиева Посада, на безымянном ручье бассейна реки Воря, высота центра деревни над уровнем моря — 230 м. На 2016 год в деревне зарегистрировано 10 садовых товариществ.